# Pedicularis bambusetorum
Pedicularis bambusetorum är en snyltrotsväxtart som beskrevs av Hand.-mazz.. Pedicularis bambusetorum ingår i släktet spiror, och familjen snyltrotsväxter. Inga underarter finns listade i Catalogue of Life.